# Eulersche Vermutung
Die Eulersche Vermutung aus dem Jahr 1769 ist eine nach Leonhard Euler benannte Vermutung der Zahlentheorie und verallgemeinert die Fermatsche Vermutung. Die Eulersche Vermutung ist mittlerweile widerlegt, während die Fermatsche Vermutung bewiesen wurde.

## Vermutung
Die Eulersche Vermutung besagt, dass es keine positiven ganzzahligen Lösungen {\displaystyle a_{1},a_{2},\dotsc ,a_{k}} der Gleichung {\displaystyle a_{1}^{n}+a_{2}^{n}+\dotsb +a_{k-1}^{n}=a_{k}^{n}} gibt, wenn {\displaystyle n} und {\displaystyle k} ganze Zahlen sind mit {\displaystyle n\geq k\geq 3}.
Fermat bewies angeblich die Vermutung für {\displaystyle n\geq k=3} (Fermatsche Vermutung), veröffentlichte aber nur einen Beweis für {\displaystyle n=4} und {\displaystyle k=3}. Euler gab für {\displaystyle n=k=3} einen Beweis an, siehe Großer Fermatscher Satz, für größere {\displaystyle n} und {\displaystyle k} konnte er weder einen Beweis noch ein Gegenbeispiel finden.

## Widerlegungen

### Fall n = 5
Für den Fall {\displaystyle n=5} fanden L. J. Lander und T. R. Parkin 1966 ein Gegenbeispiel:
{\displaystyle 27^{5}+84^{5}+110^{5}+133^{5}=144^{5}}

### Fall n = 4
Für {\displaystyle n=4} fand Noam Elkies 1988 folgendes Gegenbeispiel:
{\displaystyle 2.682.440^{4}+15.365.639^{4}+18.796.760^{4}=20.615.673^{4}}
Elkies bewies zudem, dass es für {\displaystyle n=4} unendlich viele Lösungen gibt.
Die kleinste Lösung für {\displaystyle n=4} lautet
{\displaystyle 95.800^{4}+217.519^{4}+414.560^{4}=422.481^{4}}.
Diese Minimallösung wurde nach der Publikation der ersten Lösung durch Elkies von Roger Frye gefunden.

## Verwandte Fragestellung
Zusammen mit seiner Vermutung äußerte Euler zudem, dass es möglich sein sollte, vier 4. Potenzen zu finden, deren Summe eine 4. Potenz ergibt. Diese Vermutung wurde 1911 durch R. Norrie positiv beantwortet:
{\displaystyle 30^{4}+120^{4}+272^{4}+315^{4}=353^{4}}
Für diese allgemeine Form
{\displaystyle a^{4}+b^{4}+c^{4}+d^{4}=e^{4}}
wurde 2008 von Lee W. Jacobi und Daniel J. Madden gezeigt, dass sie unendlich viele positive ganzzahlige Lösungen hat. Es wurde auch eine besonders ästhetische Lösung der Form
{\displaystyle a^{4}+b^{4}+c^{4}+d^{4}=(a+b+c+d)^{4}}
in ganzen Zahlen gefunden:
{\displaystyle 955+1770+(-2634)+5400=5491}
{\displaystyle 955^{4}+1770^{4}+(-2634)^{4}+5400^{4}=5491^{4}}
Diese Gleichung nennt man auch Jacobi-Madden-Gleichung.